# Axinyssa digitata
Axinyssa digitata är en svampdjursart som först beskrevs av Jacqueline Cabioch 1968.  Axinyssa digitata ingår i släktet Axinyssa och familjen Halichondriidae. Inga underarter finns listade i Catalogue of Life.